# Ádám Zoltán (festő)
Ádám Zoltán (Budapest, 1959. január 20. – Budapest, 2022. november 21.) Munkácsy Mihály-díjas magyar festőművész, a Pécsi Tudományegyetem Művészeti Kar Festészet Tanszékének adjunktusa.

## Életútja
1984-ben a Magyar Képzőművészeti Főiskola festő szakán szerzett diplomát. 1986–87-ben a GYIK Műhelyben, 1987-ben a Ferenczy Szakkörben tanított. 1986-ban Derkovits-ösztöndíjban részesült, 1988-ban elnyerte a Soros Alapítvány ösztöndíját. 1989 és 1995 között az Újlak Csoport tagja volt. 2002-ben Munkácsy Mihály-díjjal ismerték el munkásságát.
1994-ben a Képző- és Iparművészeti Szakközépiskola tanára, 1996–97-ben tanársegéd volt a Képzőművészeti Egyetemen, 2008-tól a Pécsi Tudományegyetem Művészeti Kar Festészet Tanszékén adjunktusként tanított.
Kiállításokon 1983-tól rendszeresen szerepelt. Egyéni kiállítása volt 1988-ban Hollandiában, 1998-ban az Ernst Múzeumban. Csoportos kiállításon vett részt a többi közt 1986-ban és 1990-ben a Magyar Nemzeti Galériában, 1992-ben New Yorkban, 1993-ban Kasselben, 1997-ben a Műcsarnokban, 1998-ban a Ludwig Múzeumban. Művei megtalálhatók számos köz- és magángyűjteményben (Magyar Nemzeti Galéria, Ludwig Múzeum – Kortárs Művészeti Múzeum, Szt. István Király Múzeum, Janus Pannonius Múzeum, Modern Művészetért Közalapítvány, Rácz Aladár Közösségi Ház, Irokéz Gyűjtemény, Kogart Gyűjtemény).
2022. november 21-én Budapesten hunyt el és a Farkasréti temetőben helyezték végső nyughelyére. Tiszteletére „Szabadságérzet” címmel emlékkiállítást rendezett a Pécsi Tudományegyetem Művészeti Kar Pécsett, 2023. február 8-án a Nádor Galériában.

### Az Újlak Csoport
A rendszerváltás környékén, 1989 nyarán egy csoport fiatal művész úgy gondolta, hogy két estére birtokba veszik a romos Hungária fürdőt a Dohány utcában. Az esemény olyannyira jól sikerült, hogy nemsokára új helyet kerestek ötleteik szabad megvalósításához, mégpedig a meglévő intézményrendszertől függetlenül. 1990 telétől az óbudai Újlaki mozi használaton kívüli terében rendeztek egyestés kiállításokat; ettől kezdve használt nevüket – Újlak Csoport – a mozinak köszönhetik. 1991-től az 1995-ös felbomlásig a Tűzoltó utca 72. egykori gyárépületében működtek, ahol már nemcsak a csoport tagjai állítottak ki, hanem számos más magyar és külföldi kortárs képzőművész is. Az Újlak tagjai nem csupán alkotásaiknak, hanem az általuk létrehozott kiállítóhelyeknek, közösségképző tevékenységüknek köszönhetően meghatározó szereplői voltak a kilencvenes évek magyar művészeti életének.
A csoport állandó tagjai: Ádám Kálmán, Ádám Zoltán, Farkas Gábor, Komoróczky Tamás, Ravasz András, Szarka Péter, Szil(i) István mellett a kezdeti időszakban – az Újlaki moziban rendezett kiállítások, események ideje alatt – a projektekbe Mészöly Suzanne és Szűcs Attila is bekapcsolódott.

## Kiállításai

### Egyéni kiállításai
- 1987 Aquincum- Budapest, Friedler Dezső utca.
- 1988 Elba Studio, Nijmegen (NL)-M.M. Galerie- Bercsényi Kollégium, Budapest
- 1989 Fiatal Művészek Klubja, Budapest
- 1992 Újlak Mozi, Budapest- Tűzoltó utca 72.
- 1994 Liget Galéria, Budapest
- 1998 Ernst Múzeum, Budapest. Kortárs Képzőművészeti Intézet, Dunaújváros
- 1999 Kortárs Művészeti Intézet, Dunaújváros, Deák Erika Galéria, Budapest
- 2000 Művészetek Háza, Szombathely
- 2001 K. Bazovszky Ház, Budapest- Sambhala Tibeti Központ, Budapest-Műcsarnok, Budapest
- 2002 Liget Galéria, Budapest- Magyar Köztársaság Németországi Nagykövetsége, Berlin-Tíz Sámán, K. Bazovszky Ház, Budapest-Cigány arcképek, 2B Galéria, Budapest-Secco Galéria, Budapest
- 2003 Egy sima, egy fordított, Irokéz Galéria, Szombathely, ACB Galéria, Budapest-K. Bazovszky Ház, Budapest
- 2004 M.33, M.65, M.51, M. 27, M.28 /Galaxisok/ F.O.A.R, ABC Galéria, Budapest
- 2005 Társalgó Galéria, Budapest
- 2006 Fiktív cigány építészet, ACB Galéria, Budapest
- 2007 acb Galéria, Budapest
- 2008 Budapest, Csejtei u. 14.
- 2010 K. Petrys ház, Budapest, Rácz Aladár Közösségi Ház, Pécs
- 2011 acb Galéria, Budapest
- 2012 Izzás, A38 Kiállítóhely, Budapest
- 2013 Ritmusok, A38 Budapest
- 2015 Új munkák, Neon Galéria, Budapest
- 2016 Új képek, A38 Budapest, Cigány minták, Rácz Aladár Közösségi ház, Pécs
- 2017 Cigány minták, A38, Budapest
- 2018 Biblia idézetek, Neon Galéria, Budapest, Képírás, A38 hajó, Budapest
- 2020 Hívlak nappal, de nem válaszolsz (Zsolt.22.3); Ritmusok, A38 Kiállítóhely, Budapest
- 2022 Keresztre feszítve, Rácz Aladár közösségi ház, Pécs

### Csoportos kiállítások
- 1983 Miskolci Galéria (Bernát Andrással, Bullás Józseffel és Mazzag Istvánnal)
- 1984 Kép 84.Fészek Galéria, Budapest, Frissen festve. Ernst Múzeum, Budapest
- 1985 Plánum Fesztivál, Budapest, Rajz. Fészek Galéria, Budapest, Sao Paulo Biennále, Brazília, Neue Galerie, Graz, De Europeeshce. Anheim, Nijmegen, Hollandia
- 1986 Európai Képzőművészeti Főiskola, Budapest, Eklektika.Magyar Nemzeti Galéria, Budapest
- 1989 Hungária Fürdő (a VAN Együttessel), Budapest, Újlak csoport kiállítása, Újlak mozi, Budapest
- 1990 Recource Kunst. Műcsarnok, Budapest, Inspiration Sommer Atelier.Hannover, Németország,  Budapesti Műtermek. Magyar Nemzeti Galéria, Budapest, Forgó Klub, Szombathely, Kirakat-kiállítás.Utca Galéria, Szombathely, Újlak-installáció, Stúdió 90, Ernst Múzeum, Budapest
- 1991 Újlak-kiállítás, Tűzoltó utca 72, Budapest, Oscillation. Komárno, Szlovákia, Oscillation. Műcsarnok, Budapest, Újlak-performance, Dunaújváros
- 1992 Interrupted Dialogue. Adelaide, Sydney, Melbourne, Perth, Ausztrália; Wellington, Új-Zéland, Aritmia. Uitz Terem, Dunaújváros, „Kis dolgok”. Art in General Galéria, Budapest
- 1993 Újlak-kiállítás, Kassel, Németország
- 1994 Több mint tíz. Ludwig Múzeum, Budapest
- 1995 Újlak-kiállítás, Liget Galéria, Budapest, Beyond Belief. Modern Múzeum, Chicago, USA
- 1997 Mai magyar festészet / Olaj, vászon. Műcsarnok, Budapest, 114/7920.Válogatás a Jelenkori Gyűjtemény anyagából, Magyar Nemzeti Galéria, Budapest
- 1998 Antológia. Ludwig Múzeum, Budapest
- 2000 K. Bazovsky Ház, Budapest (Szert Károllyal), Budapest Galéria, Budapest (Várnagy Tiborral), Anzix. Csikász Galéria, Veszprém (Gál Andrással, Huszár Andreával, Környei Ágotával, Szalai Attilával)
- 2010 Rácz Aladár Közösségi Ház, Pécs, Színerő, Pécs, Tisztelet a Dalai Lámának – Orientális orientációk a kortárs magyar képzőművészetben, Budapest Galéria, Budapest, Collegium, Hungaricum, Wien
- 2011 Irokéz Gyűjtemény, Magyar Intézet, Párizs, Irokéz Gyűjtemény, MODEM, Debrecen, Mesterek, M21, Pécs, Nő a kortárs művészetekben, Rácz Aladár Közösségi Ház, Pécs, Színerő, Pécs
- 2019 Együtt a Művészetért Projekt, Rácz Aladár Közösségi Ház, Pécs
- 2021 Kakas (Bojár Iván, Böröcz András, Buda Márta – Féner Tamás, Farkas Aladár – Lucien Hervé, Horváth Sophie, Július Gyula, Henni Janina Mikkonen, Rácmolnár Sándor, Rónai Éva, Roskó Bea, Roskó Gábor, Sugár János, Szabó Eszter Ágnes, Wechter Ákos, Wechter Dénes) 2B Galéria, Budapest